# Suicide Is Painless
"Suicide Is Painless" is de titelsong van de film M*A*S*H uit 1970 en de gelijknamige televisieserie die werd uitgezonden tussen 1972 en 1983. De muziek van het nummer is geschreven door Johnny Mandel, terwijl de tekst is geschreven door Michael Altman, die op dat moment veertien jaar was.

## Achtergrond
"Suicide Is Painless" is geschreven voor acteur Ken Prymus, die in M*A*S*H de rol van Private Seidman speelde. Hij zong het nummer terwijl Captain Walter "Painless Pole" Waldowski (John Schuck) zijn zelfmoord in scène zet. Regisseur Robert Altman gaf Johnny Mandel twee voorwaarden mee waar het nummer aan moest voldoen: het moest "Suicide Is Painless" heten en het moest "het stomste nummer ooit geschreven" worden. Altman probeerde om de tekst zelf te schrijven, maar hij vond dat zijn brein "niet stom genoeg" kon schrijven. Hij gaf de opdracht aan zijn veertienjarige zoon Michael, die de tekst binnen vijf minuten schreef.
Altman besloot later dat "Suicide Is Painless" zo goed werkte dat hij het gebruikte als titelsong van de film. Deze versie werd gezongen door de studiozangers John Bahler, Tom Bahler, Ron Hicklin en Ian Freebairn-Smith, die niet op de singlehoes werden vermeld, en de single werd toegeschreven aan de groep "The Mash". Robert Altman vertelde in een interview dat hij slechts 70.000 dollar had verdiend als regisseur van de film, terwijl zijn zoon meer dan een miljoen dollar had ontvangen omdat hij de tekst van het nummer had geschreven.
Diverse instrumentale versies van "Suicide Is Painless" werden gebruikt als het themanummer van de televisieserie M*A*S*H. In 1970 werd het nummer tevens uitgebracht als single en bereikte in Nederland de vierde plaats in de Top 40, terwijl in de Hilversum 3 Top 30 de derde plaats werd bereikt. In 1980 werd het een nummer 1-hit in het Verenigd Koninkrijk en Ierland. In 1992 werd het nummer gecoverd door Manic Street Preachers, die met hun versie de zevende plaats bereikten in de Britse hitlijsten. Andere covers zijn gemaakt door onder meer Harry Allen met Jan Lundgren, The Art of Noise, Roy Ayers, Ray Conniff, Matt Costa, Anna Dąbrowska, Paul Desmond, Bill Evans, Bobby Hutcherson, Ahmad Jamal, Barði Jóhannsson met Keren Ann, Kelis, Andre Kostelanetz, Amanda Lear, Seth MacFarlane, Henry Mancini, Marilyn Manson, Norrie Paramor, Richard Schiff, Jimmy Smith, Grady Tate, Three 6 Mafia en Cal Tjader.

## Hitnoteringen

### Nederlandse Top 40
| Hitnotering: 05-09-1970 t/m 07-11-1970 | Hitnotering: 05-09-1970 t/m 07-11-1970 | Hitnotering: 05-09-1970 t/m 07-11-1970 | Hitnotering: 05-09-1970 t/m 07-11-1970 | Hitnotering: 05-09-1970 t/m 07-11-1970 | Hitnotering: 05-09-1970 t/m 07-11-1970 | Hitnotering: 05-09-1970 t/m 07-11-1970 | Hitnotering: 05-09-1970 t/m 07-11-1970 | Hitnotering: 05-09-1970 t/m 07-11-1970 | Hitnotering: 05-09-1970 t/m 07-11-1970 | Hitnotering: 05-09-1970 t/m 07-11-1970 | Hitnotering: 05-09-1970 t/m 07-11-1970 |
| Week                                   | 1                                      | 2                                      | 3                                      | 4                                      | 5                                      | 6                                      | 7                                      | 8                                      | 9                                      | 10                                     |                                        |
| -------------------------------------- | -------------------------------------- | -------------------------------------- | -------------------------------------- | -------------------------------------- | -------------------------------------- | -------------------------------------- | -------------------------------------- | -------------------------------------- | -------------------------------------- | -------------------------------------- | -------------------------------------- |
| Positie                                | 23                                     | 11                                     | 8                                      | 4                                      | 4                                      | 4                                      | 7                                      | 14                                     | 24                                     | 36                                     | uit                                    |

### Hilversum 3 Top 30
| Hitnotering: 12-09-1970 t/m 07-11-1970 | Hitnotering: 12-09-1970 t/m 07-11-1970 | Hitnotering: 12-09-1970 t/m 07-11-1970 | Hitnotering: 12-09-1970 t/m 07-11-1970 | Hitnotering: 12-09-1970 t/m 07-11-1970 | Hitnotering: 12-09-1970 t/m 07-11-1970 | Hitnotering: 12-09-1970 t/m 07-11-1970 | Hitnotering: 12-09-1970 t/m 07-11-1970 | Hitnotering: 12-09-1970 t/m 07-11-1970 | Hitnotering: 12-09-1970 t/m 07-11-1970 | Hitnotering: 12-09-1970 t/m 07-11-1970 |
| Week                                   | 1                                      | 2                                      | 3                                      | 4                                      | 5                                      | 6                                      | 7                                      | 8                                      | 9                                      |                                        |
| -------------------------------------- | -------------------------------------- | -------------------------------------- | -------------------------------------- | -------------------------------------- | -------------------------------------- | -------------------------------------- | -------------------------------------- | -------------------------------------- | -------------------------------------- | -------------------------------------- |
| Positie                                | 16                                     | 5                                      | 4                                      | 3                                      | 3                                      | 5                                      | 11                                     | 19                                     | 27                                     | uit                                    |

### NPO Radio 2 Top 2000
| Nummer met noteringen in de NPO Radio 2 Top 2000 | '99 | '00 | '01 | '02 | '03 | '04 | '05  | '06  | '07  | '08  | '09 | '10 | '11 | '12  | '13  | '14 | '15 | '16  | '17 |
| ------------------------------------------------ | --- | --- | --- | --- | --- | --- | ---- | ---- | ---- | ---- | --- | --- | --- | ---- | ---- | --- | --- | ---- | --- |
| Suicide Is Painless                              | 825 | 543 | 674 | 825 | 757 | 960 | 1212 | 1363 | 1614 | 1163 | 791 | 610 | 904 | 1047 | 1043 | 737 | 945 | 1494 | 905 |

1. ↑  Een vetgedrukt getal geeft de hoogste notering aan.
2. ↑  Deze tabel is bijgewerkt tot en met de laatste editie (2024).